# Fortaleza de Anevo

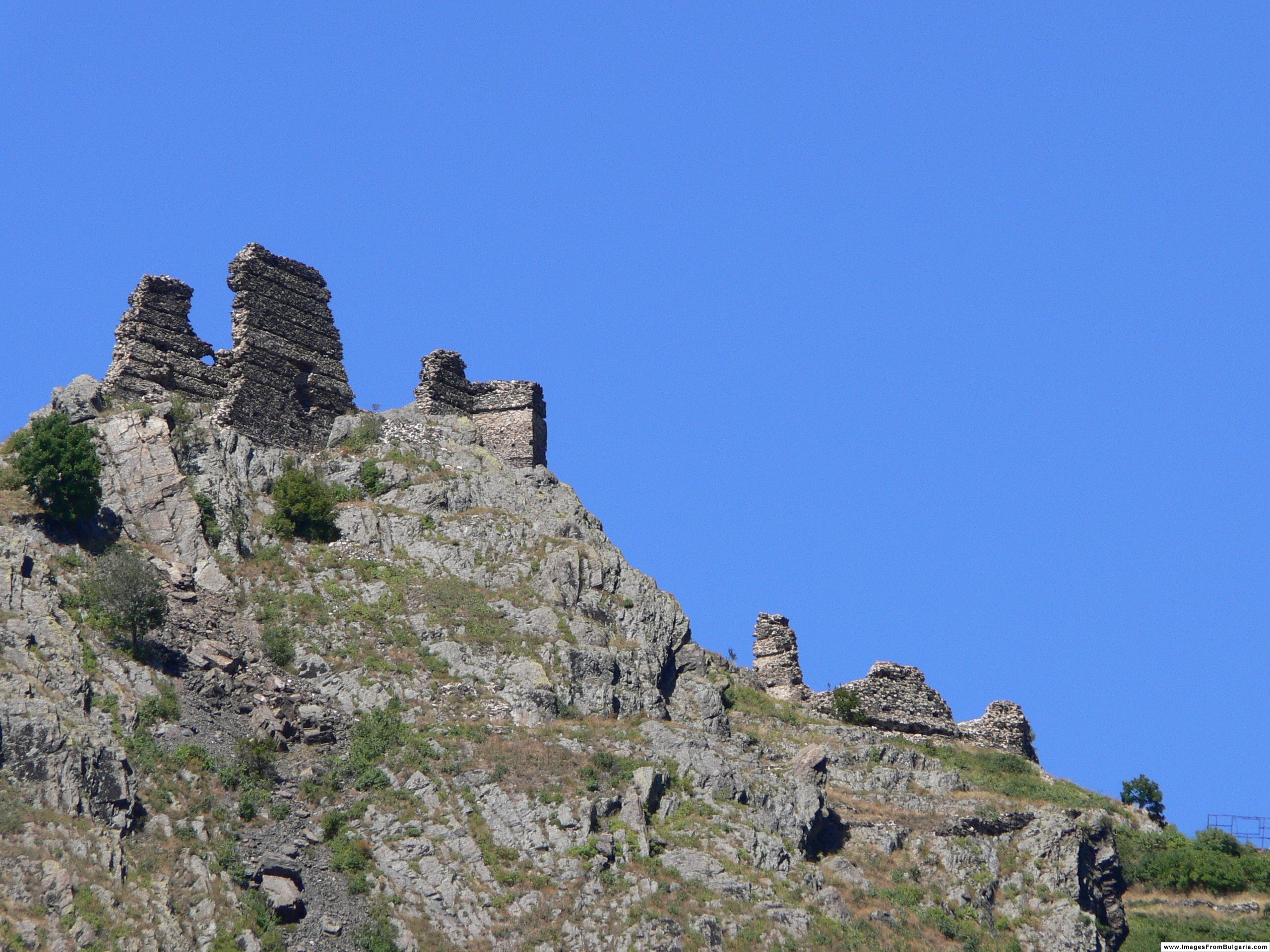
Ruinas de la Fortaleza de Anevo.

La Fortaleza de Anevo (en búlgaro, Аневско кале, Anevsko kale) o Kopsis (Копсис) es un castillo medieval en el centro de Bulgaria, cuyas ruinas se encuentran a unos 3 kilómetros (1,9 millas) del pueblo de Anevo en el municipio de Sopot, Provincia de Plovdiv. Construido en la primera mitad del siglo XII, se encuentra en una colina empinada en el sur de los montes Balcanes, no lejos del río Stryama.  A finales del siglo XIII, la fortaleza fue la capital de un pequeño y efímero dominio  gobernado por los hermanos del zar Smilets de Bulgaria, Voysil y Radoslav.